# Борщевик Манденовой
Борщевик Манденовой (лат. Heracleum mandenovae) — вид двулетних или многолетних травянистых растений рода Борщевик семейства Зонтичные. Таксон назван в честь монографа рода Иды Пановны Манденовой.

## Ботаническое описание
Двулетник или монокарпический и поликарпический многолетник с простым стеблекорнем и интенсивно ветвящейся стержневой корневой системой. Полурозеточный гемикриптофит. Стебель бороздчатый, до 2 метров в высоту, опушенный по бороздам длинными волосками. Розеточные листья тройчатосложные, с длинными (50—70 см) густо или слабо опушенными черешками. Листочки с верхней стороны голые, с нижней — опушены только по жилкам длинными волосками, по краю мелкопильчатые, каждая лопасть заостренная; боковые листочки (20—30 см в длину и 10—20 см в ширину) яйцевидные, неравные, лопастные, с более короткими черешочками (3—6 см в длину), чем конечный (8—13 см в длину); конечный листочек (20—30 см в длину и 30—40 см в ширину) широкояйцевидный или округлый, ширина его всегда превышает длину, трехлопастной. Стеблевые листья идентичны розеточным, но более мелкие, верхние — иногда простые, тройчаторассеченные; влагалища от основания расходящиеся, с выступающими жилками, покрытыми длинными оттопыренными волосками, по краю сильно волнистые, в верхней части загнутые, реснитчатые; ушки их не равны друг другу. Зонтики 15—20 см в диаметре, 20—30 лучевые, голые или покрыты редкими жесткими волосками. Листочки обертки в числе 4—7, неравные, ланцетовидно-линейные, частично или полностью опадающие после цветения. Листочки оберточки в числе 5—8, неравные, линейные. Цветки белые или розовые (при распускании), краевые зигоморфные, в 3 раза крупнее центральных актиноморфных. Зубцы чашечки незаметные. Лепестки зигоморфных цветков обратнояйцевидные, до 12 мм в длину и 10 мм в ширину, раздельные; доли овальные, тупые, в выемке с завороченной внутрь заостренной долькой.

## Распространение и экология
Вид известен из Абхазии. 
Обитает на субальпийских лугах возле источников и дорог.

## Родство
Вид относится к секции Heracleum и близок к Нeracleum ponticum (Lipsky) Schischk. ex Grossh. и Heracleum cyclocarpum C. Koch, от которых отличается наличием только тройчатосложных листьев, открытых, по краю сильно волнистых влагалищ и составом кумариновых веществ в листьях и плодах.